# Buttermilk Creek Complex
Koordinaten: 30° 54′ 12,3″ N, 97° 39′ 57,5″ W
Als Buttermilk Creek Complex („Buttermilchbach-Komplex“) wird ein archäologischer Fundhorizont aus der paläoindianischen Periode entlang des ausgetrockneten Buttermilk Creek, südwestlich von Belton in Bell County (Texas) bezeichnet, von dem im Jahre 2011 die bislang ältesten Belege menschlicher Besiedlung Amerikas publiziert wurden. Der Fundplatz Debra L. Friedkin Site liegt nur rund 250 m vom seit 1929 bekannten Fundplatz Gault Site der Clovis-Kultur entfernt. Die als Buttermilk Creek Complex bezeichnete Fundschicht ist hier stratigraphisch direkt unter einer Fundschicht der Clovis-Kultur abgelagert. Damit ist die lange Zeit populäre „Clovis-First-Theorie“ nun in einer direkten stratigraphischen Schichtenabfolge widerlegt.
Die fundführende Schicht wurde mit Hilfe optisch stimulierter Lumineszenz (OSL) auf ein Alter zwischen 15.500 und 13.200 Jahren Before Present datiert. Die 18 Daten wurden an Quarzen aus diesen Sedimenten gemessen, die genannte Altersspanne repräsentiert jeweils das Mindestalter der Proben. Auch bei Einbeziehung systematischer Messfehler liegen die Funde zeitlich vor der Clovis-Kultur.

## Funde
Der Buttermilk Creek zeichnet sich dadurch aus, dass sein Verlauf einem Aufschluss von Edwards Chert folgt, einem für die Produktion von Steinwerkzeugen besonders geeigneten Feuerstein. Die Grabungen wurden im Jahre 2006 von einem Team um den Archäologen Michael Waters von der Texas A&M University begonnen. Die seitdem gefundenen Steinwerkzeuge umfassen 56 Geräte (retuschierte Artefakte), Hunderte Abschläge und Tausende Herstellungsabfälle. Die insgesamt 15.528 Steinartefakte bestehen bis auf eines alle aus „Chert“ (feinkörnigem Feuerstein) des nahe gelegenen Edwards Plateaus. Die Ausnahme ist ein partiell poliertes Stück Hämatit. Sie wurden in einer rund 20 cm dicken Schicht in Ton-Sedimenten des trockenen Bachbetts eingelagert gefunden, welche unter einer dünnen, 2,5 cm dicken Schicht von Artefakten der Clovis-Kultur lag.
Unter den Funden sind zwölf fertige, begonnene und zerbrochene Projektilspitzen mit beidseitiger Kantenretusche, aber noch ohne die für Clovis-Spitzen charakteristische Flächenretusche. In keinem Falle ist hier außerdem die für Clovis charakteristische basale Schäftungsrinne der Fluted Points vorhanden. Daraus wird geschlossen, dass es sich hier um einen Vorläufer der Clovis-Kultur handelt. Nach der Einwanderung über die Beringia-Landbrücke am Ende der Wisconsin Glaciation (der letzten Vereisung Nordamerikas) wurde die Clovis-Kultur mit den typischen Fluted Points demnach nicht aus Asien mitgebracht, sondern erst südlich des großen Laurentidischen Eisschilds aus dem Buttermilk Creek Complex entwickelt. Dem entspricht, dass alle in Alaska gefundenen Fluted Points deutlich jünger sind. Mit den Daten der Debra L. Friedkin Site ergibt sich damit „ein großzügiger Zeitraum“ für die Menschen, „sich in die nordamerikanische Umwelt einzufinden, Südamerika zu besiedeln, die Clovis-Werkzeuge zu entwickeln und eine Bevölkerungsgrundlage zu schaffen, in der sich die Clovis-Technologie ausbreiten konnte.“
Weitere Artefakte waren Klingen und ein Kern, dessen Form entstand, als feinere Werkzeuge von einem Steinblock abgeschlagen wurden.
Eine ausführliche Analyse verglich die Funde des Buttermilk Creek Complex mit der direkt darüber liegenden Clovis-Schicht am selben Fundort und den Clovis-Funden am benachbarten Gault-Fundort. Dabei ergab sich, dass Art und Häufigkeit der Steinwerkzeuge und der bei der Bearbeitung entstandenen Splitter sowohl mit den nahe gelegenen Clovis-Funden eng verwandt sind aber auch statistisch signifikante Unterschiede aufweisen. Damit wurden Thesen widerlegt, die nach der Erstveröffentlichung 2011 kritisierten, dass der Buttermilk Creek Complex falsch eingeordnet worden wäre. Bei den Funden handele es sich nicht um eine Werkzeugkultur vor Clovis, sondern um Clovis-Funde, die aufgrund der besonderen Verhältnisse im örtlichen Vertisol-Boden in tiefere Schichten verfrachtet wurden. Dieser Verdacht konnte ausgeräumt werden. Vielmehr entspricht das Verwandtschaftsverhältnis zwischen BCC und den Clovis-Funden der direkten Nachbarschaft genau dem, das man erwarten kann, wenn eine Kultur sich zu einer späteren weiterentwickelt.

## Bewertung
Der Buttermilk Creek Complex ist bemerkenswert wegen der für die OSL-Methode sehr konsistenten Datenreihe.
Sofern die Daten als relevant eingestuft werden, sind sie auch älter als die mittels Radiokohlenstoffdatierung ermittelten Alter der Pre-Clovis-Funde aus den Paisley-Höhlen in Oregon mit einem Alter von 14.300 Jahren BP, Meadowcroft in Pennsylvania (14.555–13.955 calBP) oder dem Fundort Monte Verde in Chile (14.000–12.000 BP), was den Buttermilk Creek Complex zum bisher ältesten archäologischen Fundhorizont Amerikas machen würde.
Gemäß einer Stellungnahme des Experten Gary Haynes (University of Nevada) für das Magazin Science wären jedoch Radiokohlenstoffdaten wichtig, um Sicherheit über die Pre-Clovis-Datierung zu gewinnen.